# Pseudomyrmex vicinus
Pseudomyrmex vicinus är en myrart som beskrevs av Ward 1992. Pseudomyrmex vicinus ingår i släktet Pseudomyrmex och familjen myror. Inga underarter finns listade i Catalogue of Life.